# Eberhard Haußmann
Eberhard Haußmann (* 1958; † 2006) war ein deutscher Ethnologe.

## Leben
Haußmann studierte Ethnologie, Vor- und Frühgeschichte sowie Urgeschichte an der Universität Tübingen, bei  Thomas Schweizer,  Matthias Laubscher und Friedrich Valjavec. Haußmann promovierte 1994 bei  Thomas Hauschild über seine Feldforschung (1989) bei den Mbirao auf der Insel Guadalcanal, Salomonen.
Intellektuell wurde er v. a. von Hans Peter Duerr und Werner Müller geprägt, seine wissenschaftliche Arbeit steht aber in der Tradition der Kognitiven Anthropologie und wurde insbesondere von Brent Berlin beeinflusst. Sein Interesse galt vor allem ethnobotanischen und ethnozoologischen Fragen. Haußmann war ein entfernter Cousin des Ethnologen Dieter Haller, den er beeinflusst hat.
1995 trat er in die Dienste seiner Heimatstadt Ebersbach an der Fils und unterstützte den  Museumsleiter beim Aufbau des Stadtmuseums 'Alte Post'. 1997 übernahm Haußmann die Stelle des Museumsleiters und Stadtarchivars, die er bis zu seinem Tode innehatte. Sein Interesse galt dort vor allem dem 20. Jahrhundert und der NS-Zeit. Seine bedeutendste Ausstellung ehrte den in Ebersbach wirkenden Widerstandskämpfer und Pfarrer der Bekennenden Kirche, Hermann Diem.

## Schriften (Auswahl)
- Umweltklassifikation und -kognition im melanesischen Raum: Pflanzen- und Tierwelt im indigenen Verständnis (1987), unveröff. Magisterarbeit, Univ. Tübingen
- Vögel in der Kultur der Mbirao. Ergebnisse ethnoornithologischer und ethnotaxonomischer Untersuchungen in einer Ethnie der Salomonen. Holos-Verlag, Bonn 1994, ISBN 3-86097-092-5 (Hochschulschrift; zugleich: Tübingen, Universität, Dissertation, 1994)

| Personendaten    | Personendaten       |
| ---------------- | ------------------- |
| NAME             | Haußmann, Eberhard  |
| KURZBESCHREIBUNG | deutscher Ethnologe |
| GEBURTSDATUM     | 1958                |
| STERBEDATUM      | 2006                |